# Ploceus

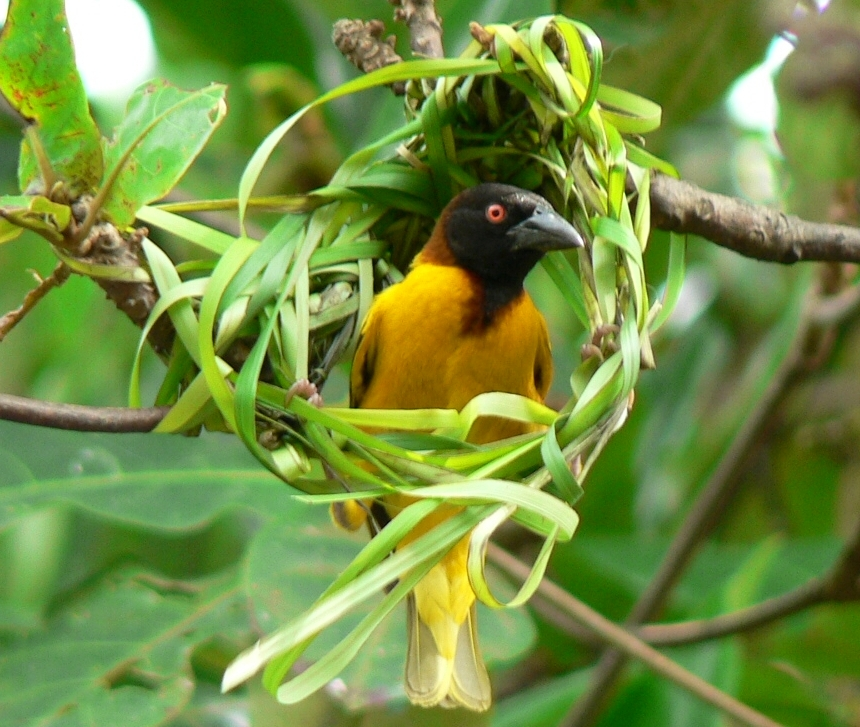
Málinkó-szövőmadár (Ploceus cucullatus) hím

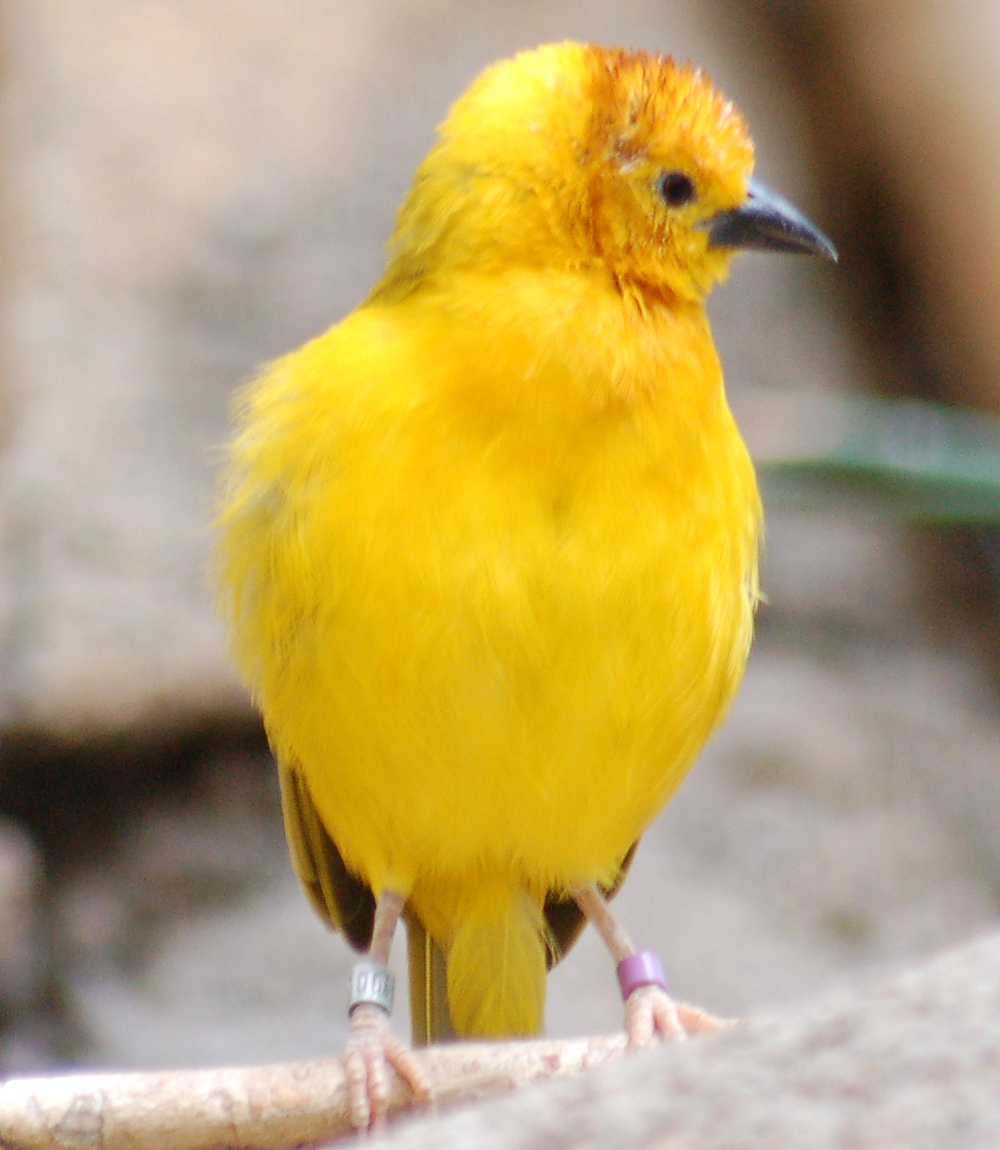
Ploceus castaneiceps

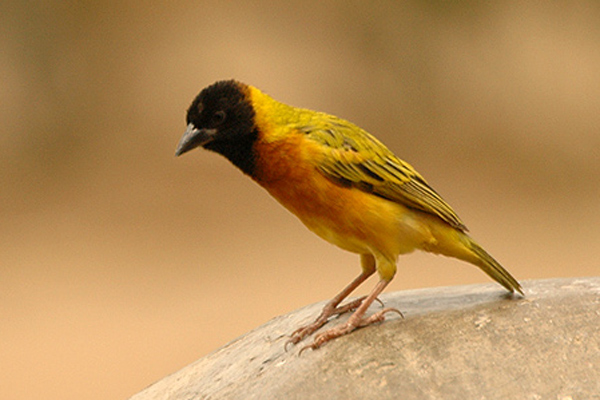
Feketefejű szövőmadár (Ploceus melanocephalus)

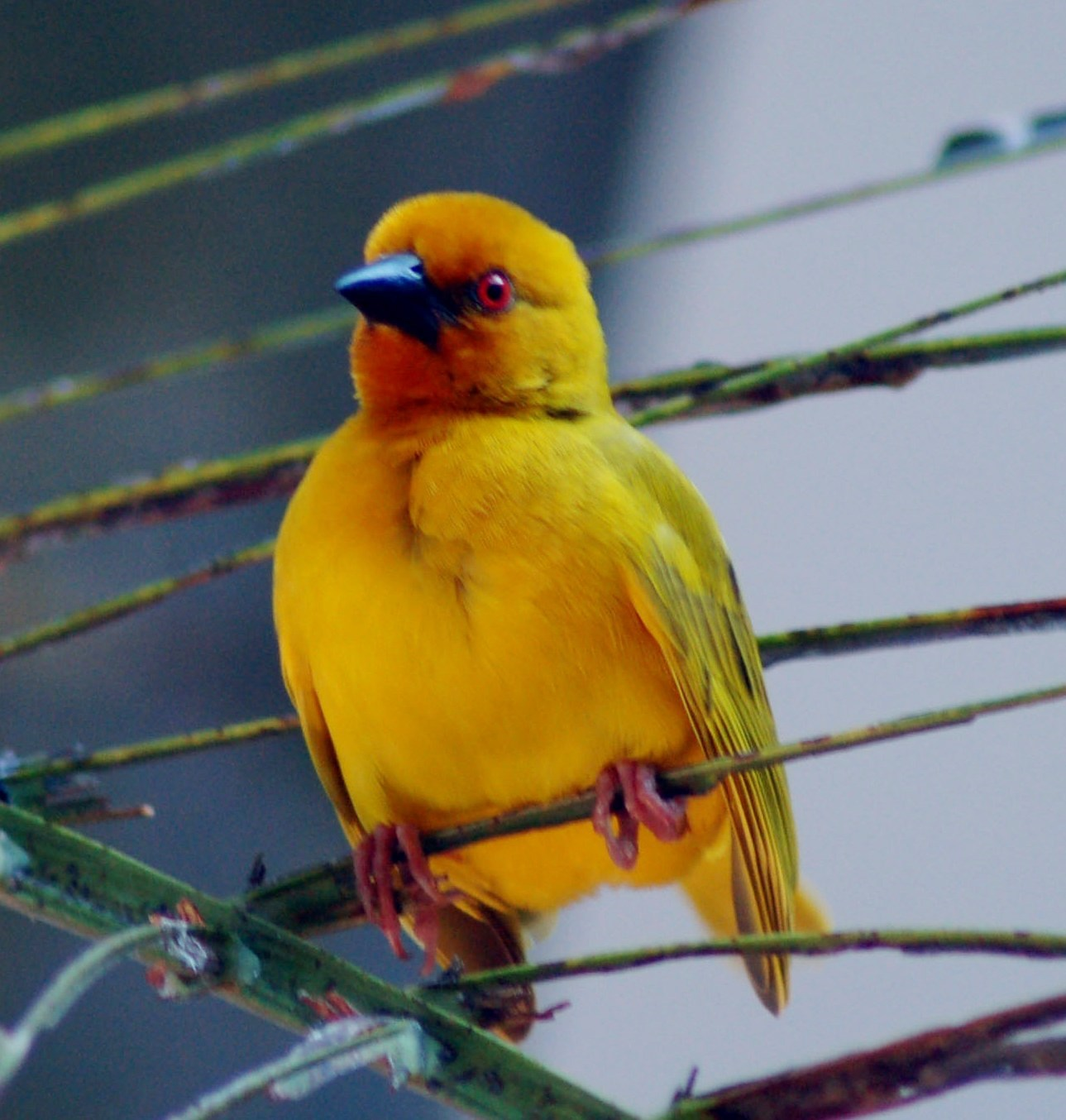
Ploceus subaureus

A Ploceus a madarak osztályának verébalakúak (Passeriformes) rendjébe és a szövőmadárfélék (Ploceidae) családjába tartozó nem.

## Rendszerezésük
A nemet Georges Cuvier francia zoológus és geológus írta le 1816-ban, az alábbi 63 faj tartozik:
- ázsiai szövőmadár (Ploceus hypoxanthus)
- nagycsőrű szövőmadár (Ploceus megarhynchus)
- bengáli szövőmadár (Ploceus benghalensis)
- csíkos szövőmadár (Ploceus manyar)
- bájaszövőmadár (Ploceus philippinus)

- Bannerman-szövőmadár (Ploceus bannermani)
- kameruni szövőmadár vagy Bates-szövőmadár (Ploceus batesi)
- feketeállú szövőmadár (Ploceus nigrimentum)
- Reichenow-szövőmadár (Ploceus baglafecht)
- Bertrand-szövőmadár (Ploceus bertrandi)
- vékonycsőrű szövőmadár (Ploceus pelzelni)
- loangai vékonycsőrű-szövőmadár (Ploceus subpersonatus)
- törpeszövőmadár (Ploceus luteolus)
- középső szövőmadár (Ploceus intermedius)
- pápaszemes szövőmadár (Ploceus ocularis)
- bandita-szövőmadár vagy feketenyakú szövőmadár (Ploceus nigricollis)
- feketecsőrű szövőmadár (Ploceus melanogaster)
- ugandai szövőmadár vagy ritka szövőmadár (Ploceus alienus)
- Bocage-szövőmadár (Ploceus temporalis)
- fokföldi szövőmadár (Ploceus capensis)
- arany szövőmadár (Ploceus subaureus)
- Holub-szövőmadár (Ploceus xanthops)
- aranyos hercegi szövőmadár (Ploceus princeps)
- narancs-szövőmadár (Ploceus aurantius)
- sáfrányos szövőmadár (Ploceus bojeri)
- barnás aranyszövő (Ploceus castaneiceps)
- barnatorkú arany szövőmadár (Ploceus xanthopterus)
- barnatorkú szövőmadár (Ploceus castanops)
- kilombero szövőmadár (Ploceus burnieri)
- Rüppell-szövőmadár (Ploceus galbula)
- Heuglin-szövőmadár (Ploceus heuglini)
- északi álarcos-szövőmadár (Ploceus taeniopterus)
- viktória-szövőmadár (Ploceus victoriae)
- feketearcú szövőmadár (Ploceus vitellinus)
- kaffer szövőpinty (Ploceus velatus)
- katangai álarcos-szövőmadár (Ploceus katangae)
- lufira álarcos-szövőmadár (Ploceus ruweti)
- tanzániai álarcos-szövőmadár (Ploceus reichardi)
- málinkó-szövőmadár vagy sapkás szövőmadár (Ploceus cucullatus)
- óriás-szövőmadár (Ploceus grandis)
- Speke-szövőmadár (Ploceus spekei)
- Fox-szövőmadár (Ploceus spekeoides)
- fekete szövőmadár (Ploceus nigerrimus)
- Weyns-szövőmadár (Ploceus weynsi)
- Clark-szövőmadár (Ploceus golandi)
- feketefejű szövőmadár (Ploceus melanocephalus)
- Juba szövőmadár (Ploceus dichrocephalus)
- aranyhátú szövőmadár (Ploceus jacksoni)
- fahéj szövőmadár (Ploceus badius)
- gesztenyebarna szövőmadár (Ploceus rubiginosus)
- aranytarkójú szövőmadár (Ploceus aureonucha)
- aranyörvös szövőmadár vagy sárgadolmányú szövőmadár (Ploceus tricolor)
- csóka-szövőmadár (Ploceus albinucha)
- Nelicourvi-szövőmadár (Ploceus nelicourvi)
- Sakalava-szövőmadár (Ploceus sakalava)
- erdei szövőmadár (Ploceus bicolor)
- Preuss-szövőmadár (Ploceus preussi)
- sárgasapkás szövőmadár (Ploceus dorsomaculatus)
- Usambara-szövőmadár (Ploceus nicolli)
- olajzöldfejű szövőmadár (Ploceus olivaceiceps)
- barnakoronás szövőmadár (Ploceus insignis)
- angolai szövőmadár (Ploceus angolensis)
- São Tomé-i szövőmadár (Ploceus sanctithomae)

## Képek

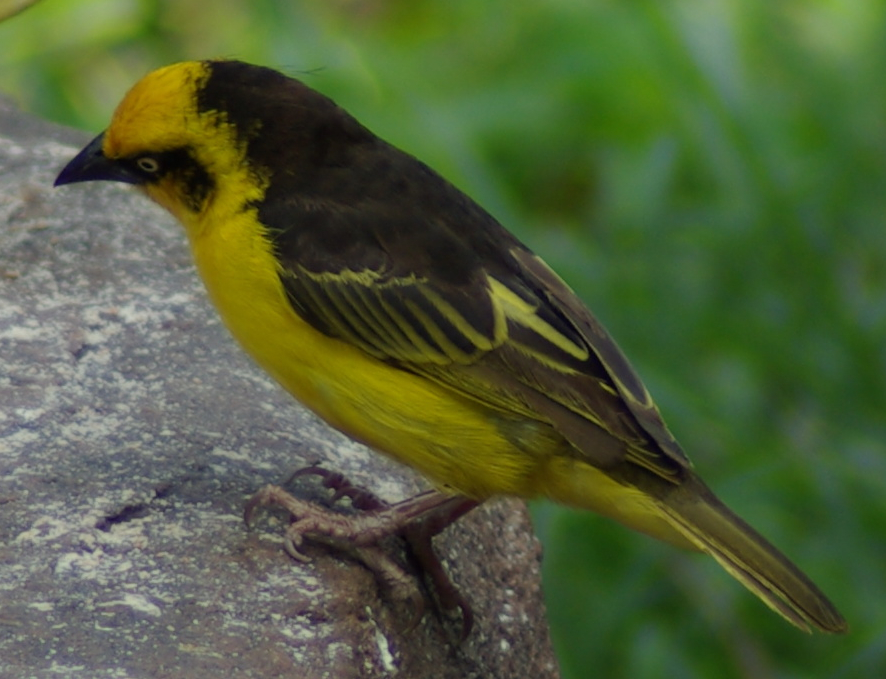
Reichenow-szövőmadár (Ploceus baglafecht)
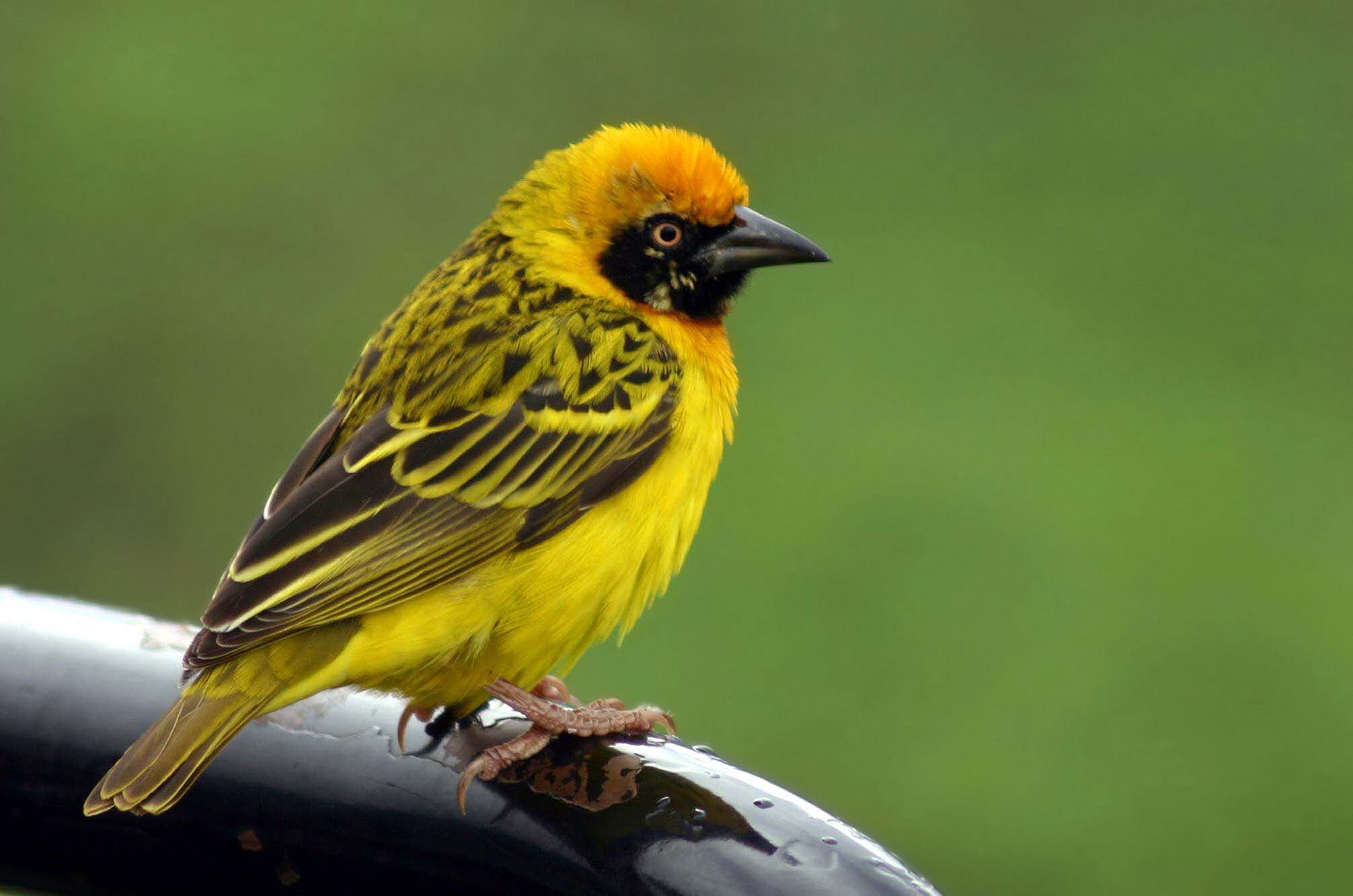
Speke-szövőmadár (Ploceus spekei)
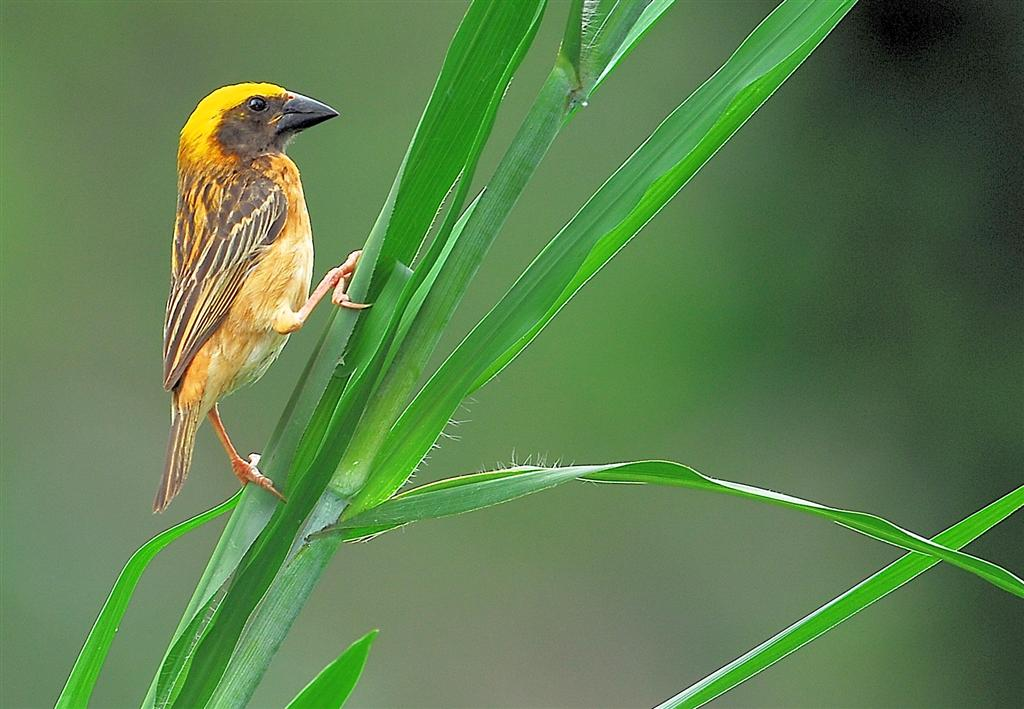
bájaszövőmadár (Ploceus philippinus)
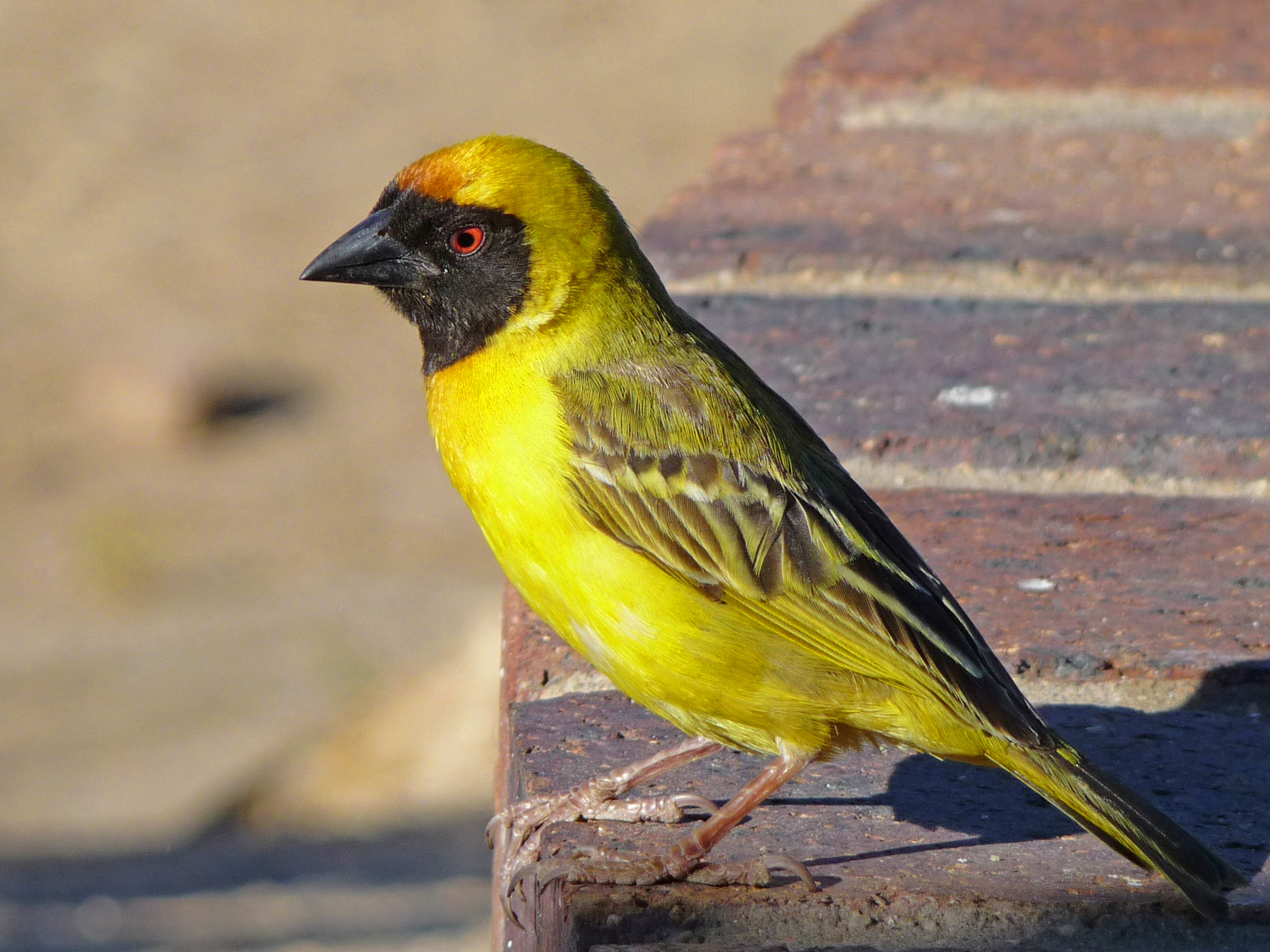
kaffer szövőpinty (Ploceus velatus)
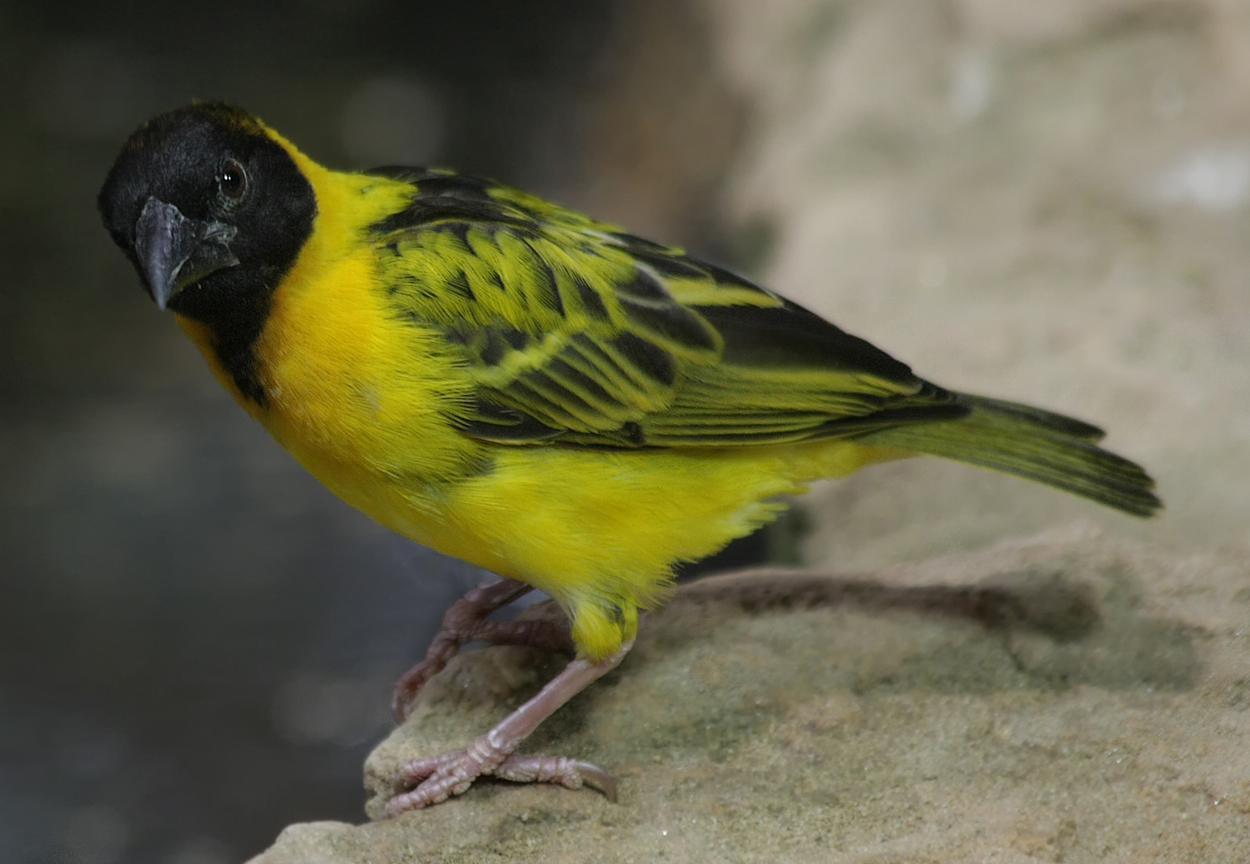
feketearcú szövőmadár (Ploceus vitellinus)
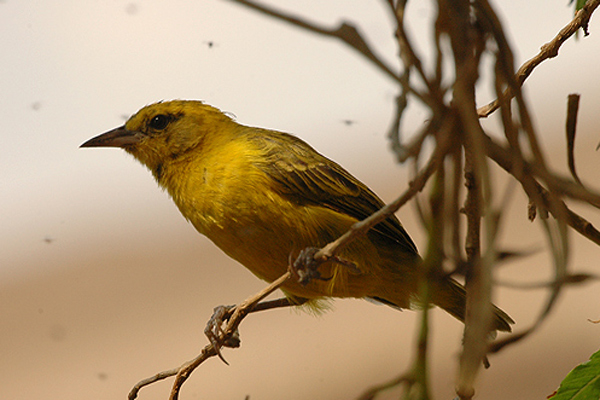
vékonycsőrű szövőmadár (Ploceus pelzelni)
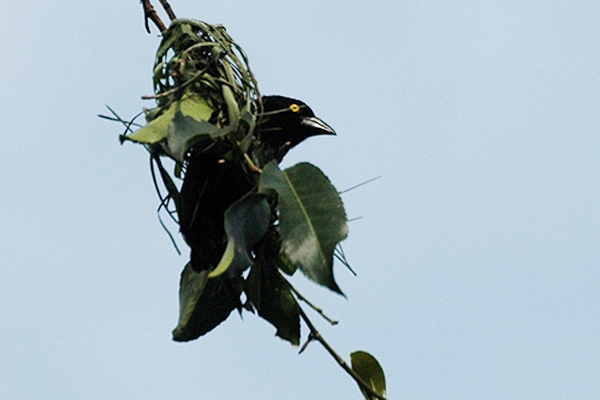
fekete szövőmadár (Ploceus nigerrimus)
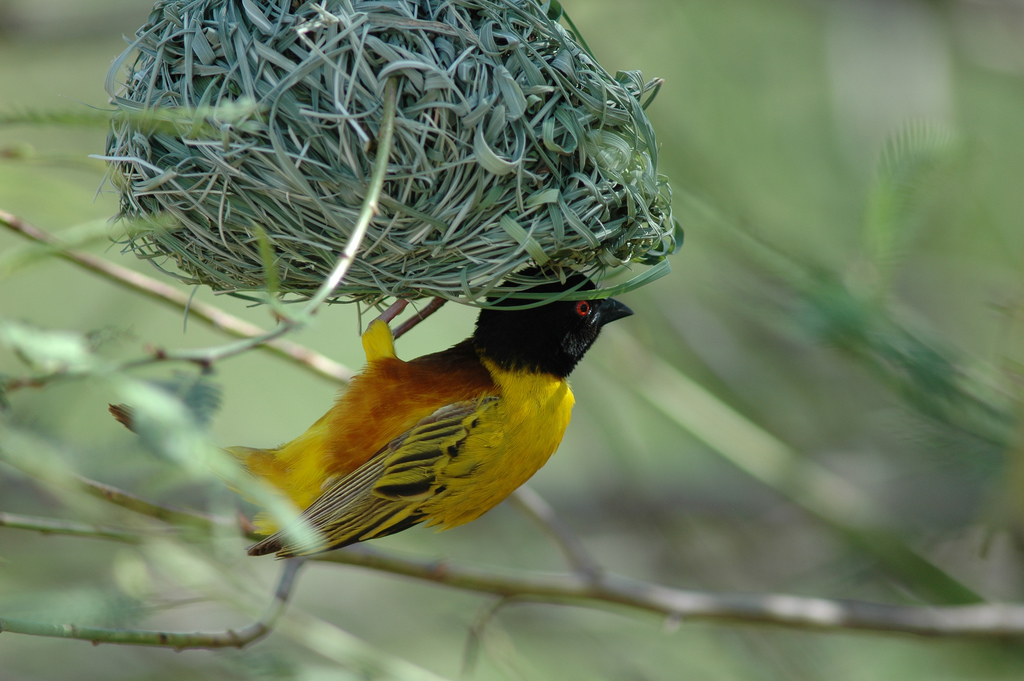
aranyhátú szövőmadár (Ploceus jacksoni)